# حسینقلی سطوتی
سرتیپ حسینقلی سطوتی(۱۲۷۰ بویین زهرا -) فرمانده ژاندارمری کل کشور (۱۳۲۲–۱۳۲۳) و فرمانده نظامی تهران بود.

## تولد و تحصیلات
حسینقلی سطوتی متولد ۱۲۷۰ در بویین زهرا قزوین بود. وی در پایان تحصیلات مقدماتی خود وارد مدرسه صاحب منصبی ژاندارمری شد.

## فعالیتهای نظامی
سطوتی در در ابتدا خدمات خود را در ارتش آغاز نمود و پس از مدتی خدمت به ریاست دژبان مرکز ارتقاء یافت. وی پس از اخذ درجه سرتیپی به ریاست فرمانده لشکر اصفهان منصوب شد و پس از حوادث شهریور ۱۳۲۰ و برکناری رضا شاه توسط متفقین و آغاز فعالیت‌های مجدد ژاندارمری زیر نظر ژنرال شوارتسکف به معاونت ژاندارمری منصوب شد.
در اواسط سال ۱۳۲۲ه‍.ش به دنبال دستگیری سرلشکر آق اولی فرمانده ژاندارمری به اتهام مراوده با آلمان، سرتیپ سطوتی به فرماندهی ژاندارمری کل کشور انتخاب شد.

## وابستگان خانوادگی
دختران سرتیپ سطوتی با دکتر حسین فاطمی و سپهبد مهدی رحیمی ازدواج کردند. هر دو داماد وی بر اساس حکم دادگاه یکی بعد از کودتای ۲۸ مرداد و دیگری بعد از انقلاب ۱۳۵۷ به اعدام محکوم شده و کشته شدند.
| مناصب نظامی           | مناصب نظامی                         | مناصب نظامی          |
| --------------------- | ----------------------------------- | -------------------- |
| پیشین: فرج‌الله آق‌اولی | فرمانده ژاندارمری ایران ۱۳۲۲ – ۱۳۲۳ | پسین: محمود خسروپناه |